# Opština Knjaževac
Opština Knjaževac (v srbské cyrilici Општина Књажевац) je základní jednotka územní samosprávy v centrálním Srbsku, v Zaječarském okruhu. V roce 2011 zde žilo 31 491 obyvatel. Sídlem správy opštiny je město Knjaževac.

## Sídla
Pod tuto opštinu spadají následující sídla:
| - Aldina Reka (12) - Aldinac (26) - Balanovac (328) - Balinac (38) - Balta Berilovac (187) - Banjski Orešac (96) - Beli Potok (243) - Berčinovac (172) - Božinovac (26) - Bučje (369) - Bulinovac (194) - Crni Vrh (133) - Crvenje (152) - Ćuštica (253) - Debelica (423) - Dejanovac (27) - Donja Kamenica (360) - Donja Sokolovica (136) - Donje Zuniče (407) - Drečinovac (88) - Drenovac (141) - Drvnik (15) - Gabrovnica (10) - Glogovac (73) - Gornja Kamenica (377) - Gornja Sokolovica (41) - Gornje Zuniče (475) - Gradište (31) - Grezna (329) - Inovo (100) | - Jakovac (349) - Jalovik Izvor (238) - Janja (37) - Jelašnica (212) - Kaličina (256) - Kalna (553) - Kandalica (52) - Knjaževac (19351) - Koželj (181) - Krenta (137) - Lepena (137) - Lokva (69) - Manjinac (122) - Miljkovac (154) - Minićevo (828) - Mučibaba (110) - Novo Korito (208) - Orešac (335) - Ošljane (256) - Papratna (13) - Petruša (120) - Podvis (369) - Ponor (144) - Potrkanje (83) - Pričevac (54) - Radičevac (59) - Ravna (252) - Ravno Bučje (28) | - Rgošte (319) - Šarbanovac (25) - Šesti Gabar (173) - Skrobnica (178) - Slatina (124) - Stanjinac (95) - Staro Korito (51) - Štipina (531) - Štitarac (61) - Stogazovac (132) - Štrbac (246) - Šuman Topla (77) - Svrljiška Topla (112) - Tatrasnica (5) - Trgovište (1953) - Trnovac (227) - Valevac (281) - Vasilj (757) - Vidovac (45) - Vina (424) - Vitkovac (352) - Vlaško Polje (172) - Vrtovac (218) - Žlne (161) - Zorunovac (179) - Zubetinac (191) - Žukovac (114) |